# 마톈위

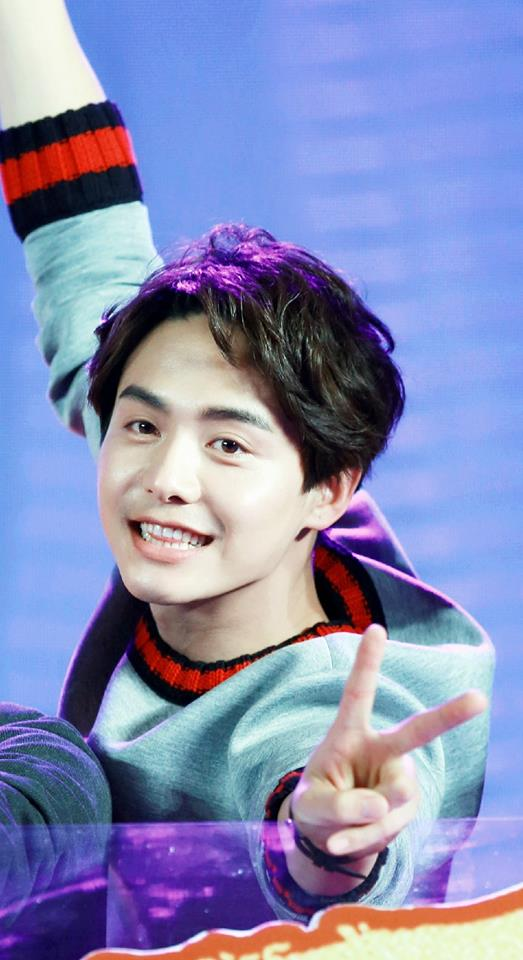

마톈위(중국어: 马天宇, 병음: Mă Tiānyǔ, 한자음: 마천우, 1986년 7월 12일 ~ )는 중화인민공화국의 가수, 배우이다. 더저우시에서 태어났다.

## 방송
- 유창적미호시광
- 량생, 아문가불가이불우상
- 삼국기밀 : 한헌제전
- 미인사방채
- 환성 : 신들의 전쟁
- 수려강산지장가행 - 장광 역